# أبو بكر الشاشي الفارقي
أبو بكر محمد بن أحمد بن الحسين بن عمر الشاشي القفّال الفارقيّ المستظهري (429 - 507 هـ / 1037 - 1114 م) الملقب فخر الإسلام، رئيس الشافعية بالعراق في عصره.
ولد بميافارقين، ورحل إلى بغداد فتولى فيها التدريس بالمدرسة النظامية (سنة 504هـ) واستمر إلى أن توفي. من كتبه: «حلية العلماء في معرفة مذاهب الفقهاء» يعرف بالمستظهري، صنفه للإمام المستظهر باللَّه، و«المعتمد» وهو كالشرح له، و«الشافي» شرح مختصر المزني، و«الفتاوى» صغير يعرف بفتاوى الشاشي، و«العمدة في فروع الشافعية»، و«تلخيص القول» في مسألة تتعلق بالطلاق.